# NGC 1871
NGC 1871 هي مجرة تتبع كوكبة أبو سيف. اكتشفها جون هيرشل في 2 نوفمبر 1834.

## روابط خارجية
- NGC 1871 على موقع ويكي سكاي: DSS2, SDSS, GALEX, IRAS, Hydrogen α, X-Ray, Astrophoto, Sky Map, Articles and images